# Rudzieńsk (stacja kolejowa)
Rudzieńsk (biał. Рудзенск; ros. Руденск) – stacja kolejowa w miejscowości Rudzieńsk, w rejonie puchowickim, w obwodzie mińskim, na Białorusi. Położona jest na linii Homel - Żłobin - Mińsk.
Stacja powstała w XIX w. na linii Kolei Libawsko-Romieńskiej, pomiędzy stacjami Michanowicze a Marina Horka.
Od stacji odchodzi kolejka wąskotorowa do kopalni torfu.